# 금환삼결
금환삼결(金環三結, ? ~ 225년)은 나관중의 《삼국지연의》에서 나오는 가공의 인물로 남만 왕 맹획의 부하로 삼동원수(三洞元帥)로서 등장한다. 관할은 제일동(第一洞).
225년 제갈량의 남정 때 다른 삼동원수인 동도나(董荼那), 아회남(阿會喃)과 같이 이 공격을 막으려다 조운의 야습을 받고 일대일 대결을 붙지만, 일격을 받아 말에 떨어지고 붙잡혀 처형을 당한다.